# 拉昂地区塞尼
拉昂地区塞尼（法語：Cerny-en-Laonnois，法語發音：[sɛʁni.ɑ̃.lanwa] 或 [sɛʁni.ɑ̃.lɑ̃nwa]）是法国上法兰西大区埃纳省的一个市镇，属于拉昂区和拉昂第二县。该市镇2009年时的人口为64人。

## 人口
拉昂地区塞尼人口变化图示
| 数据来源：INSEE |